# Біберович Володислав Іванович
Володислав Іванович Біберович (20 березня 1889, Дрогобич, нині Львівська область – 27 жовтня 1971, Лондон, провінція Онтаріо, Канада) – журналіст, редактор, видавець, громадсько-політичний діяч. Син Івана Біберовича та Іванни Біберовичевої, брат Ярослава Біберовича.

## Життєпис
Народився 20 березня 1889 р. у Дрогобичі в сім’ї українських драматичних артистів Івана та Іванни Біберовичів. Навчався в Коломийській державній гімназії, на філософському факультеті Берлінського університету, ступінь доктора філософії здобув у Віденському університеті.
Перед Першою світовою війною вчителював у Бережанській гімназії, брав участь у формуванні організації «Пласт». У роки Першої світової війни працював у «Союзі визволення України» у Відні, редагував німецькомовний часопис «Ukrainische Nachrichten». Працював  у 1919 р. керівником Департаменту інформації Управління преси й інформації в уряді Директорії УНР у Вінниці, упродовж 1920 – 1922 років – управителем пресової агенції в Уряді преси і пропаганди, 1922 – 1923 років – керівником відділу преси і пропаганди Уряду для закордонних справ у  Колегії Уповноважених Диктатора ЗУНР у Відні.
1923 р. емігрував до Канади. У Канаді професійно займався журналістською і видавничою діяльністю: редагував часописи «Канадійський Українець», «Канадійський Фармер», англомовне видання «The New Canadian», в 1927 – 1932 роках був генеральним редактором видавничо-друкарської спілки – Концерну «Національна Преса» («National Press»), працював кореспондентом щоденної канадської газети «The Winnipeg Evening Tribune», в 1949 – 1950 роках редагував  тижневик єпархії греко-католицької церкви в Торонто «Наша мета», працював у редакції тижневика «Вільне слово». У міжвоєнному часі був працівником з  імміграційних питань залізничних транспортних компаній «Canadian National Railways» та «Canadian Pacific Railway», «Українського імміграційно-колонізаційного бюро», менеджером кінокомпанії Василя Авраменка «Avramenko Film Company, Ltd.». У роки Другої світової війни працював на посаді державного службовця (головного перекладача) у Департаменті національної оборони Канади.
У громадській сфері: організовував школи українознавства для учителів, співпрацював з «Канадійсько-Українським Інститутом Просвіти» (за заслуги 1941 р. його обрано почесним членом інституту пожиттєво), був активістом Товариства Опіки над українськими переселенцями ім. св. Рафаїла, референтом Української Національної Ради у Вінніпеґу, членом політичного руху «Ліґа Бритийських Українців», редактором англомовних текстів у збірниках матеріалів наукових конференцій Канадського наукового товариства імені Шевченка.
Помер 27 жовтня 1971 р. у Лондоні, провінція Онтаріо, Канада.